# 貝吹村
貝吹村（かいふきむら）は、1955年（昭和30年）まで愛媛県東宇和郡にあった村であり、現在の西予市の中東部、宇和川左岸の農山村である。昭和の合併で野村町（一部は肱川村（のちの肱川町、現大洲市）へ編入）、さらに平成の合併で西予市となり、現在に至っている。

## 地理
現在の西予市の中東部。宇和川（肱川の上流の別称）左岸。河岸段丘が形成され、ほとんどの集落は段丘上に点在している。東端の西集落及び栗木集落は、坂石で北向きに流れを変える肱川に接する。
地名の由来
1583年（天正11年）土佐国の戦国大名長宗我部元親がこの地を侵攻した際に、城内に侵入させた間者の合図として法螺貝を吹かせたのが地名の起源とされる。

## 歴史
藩政期
- 宇和島藩領。

明治以降
- 1889年（明治22年）12月15日 - 町村制・市制施行時に、中通川（なかとおがわ）、栗木（くりのき）、鎌田（かまんた）、西（にし）の4箇村の合併により貝吹村となる。
- 1955年（昭和30年）2月11日 - 野村町（旧）ほか4箇村との合併により野村町となる。この時、大字西の一部は肱川村へ編入された。

```
貝吹村の系譜
（町村制実施以前の村）　（明治期）　　　　　　　　　　　　　　（昭和の合併）　　　　　　（平成の合併）
　　　　　　　　　　　　町村制施行時
中通川　━━━━┓　　　　　　　　　　　　　　　　　　　　　┏━　う
栗木　　━━━━╋━━━━　貝吹村　━━━━━━━━━━━━┫
鎌田　　━━━━┫　　　　　　　　　　　　　　　　　　　　　┃
西　　　━━━━┛　　　　　　　　　　　　　　　　　　　　　┃
　　　　　　　　　　　　　　渓筋村　━━━┳━━━━━━━━┫
　　　　　　　　　　　　　　　　　　　　あ┃　　　い　　　　┃　　　え
　　　　　　　　　　　　　　　野村　━━━┻━　野村町　━━╋━　野村町　━━━━━━┓
　　　　　　　　　　　　　　中筋村　━━━━━━━━━━━━┫　　　　　　　　　　　　┃
　　　　　　　　　　　　　　横林村　━━━━━━━━━━━━┫　　　　　　　　　　　　┃　　　お
　　　　　　　　　　　　　　惣川村　━━━━━━━━━━━━┛　　　　　　　　　　　　┣━　西予市
　　　　　　　　　　　　　　　　　　　　　　　　　　　　　　　　　明浜町　━━━━━━┫
　　　　　　　　　　　　　　　　　　　　　　　　　　　　　　　　　宇和町　━━━━━━┫
　　　　　　　　　　　　　　　　　　　　　　　　　　　　　　　　　城川町　━━━━━━┫
　　　　　　　　　　　　　　　　　　　　　　　　　　　　　　　　　三瓶町　━━━━━━┛

あ - 大正3年1月1日、渓筋村大字四郎谷字馬地を野村へ境界変更
い - 大正11年1月1日、町制施行
う - 昭和30年2月11日、大字西の一部が肱川村へ編入
え - 昭和30年2月11日、合併
お - 平成16年4月1日、合併
（注記）野村等の旧村の状況、明浜町以下の昭和の合併以前の系譜はそれぞれの記事を参照のこと。

```

## 地域
明治の合併前の村である、中通川、栗木、鎌田、西の4箇村がそのまま大字となり、野村町となってからも続いた。西予市になってからは「大字」は省く（例: 西予市野村町中通川）。

## 行政
役場
大字鎌田に置かれていた。

## 産業
養蚕が一時期盛んであったが、出稼ぎに頼る農家も多かった。
農業
米、甘藷芋、ソバ、栗、木炭、木蝋などを産した。大正から昭和初期にかけては養蚕が盛んで、大正7年には愛媛製紙株式会社が設立された。昭和3年に農家304戸、養蚕農家101戸、桑畑540反とある。

## 交通
村内には鉄道はない。